# Lac de Villefranche-de-Panat
Der Lac de Villefranche-de-Panat ist ein Stausee im französischen Département Aveyron in der Region Okzitanien. Er liegt etwa 35 km südöstlich von Rodez und ebenso weit westlich von Millau.

## Geografie
Der Stausee ist knapp vier Kilometer lang, 200 bis 1.200 Meter breit und umfasst eine Fläche von 192 Hektar. Er staut die Alrance, einen Zufluss des Tarn, und nimmt das Wasser weiterer kleinerer Zuflüsse (ruisseaux des Canabières, des Vabrettes, de Coupiaguet und de Vernobre) auf.
Das zufließende Wasser kommt jedoch hauptsächlich aus dem weiter nördlich gelegenen Lac de Pareloup. Von dort wird es durch einen 10,9 km langen Stollen und eine anschließende Druckrohrleitung in das 1952 in Betrieb genommene Kraftwerk Alrance geleitet, das mit einer Francis-Turbine 11,22 Megawatt Strom produziert.

## Staumauer
In den Jahren 1948 bis 1951 wurde die 23 Meter hohe und Staumauer aus Beton errichtet. Das Wasser des Stausees wird durch einen Stollen mit einem Durchmesser von 3,40 Metern und einer Länge von 4,69 km weiter zum Lac de Saint-Aman geleitet. Dieser wiederum dient als Ausgleichskammer oberhalb des Kraftwerks Pouget, das von zwei Druckrohren mit einer Fallhöhe von 461 Metern mit Wasser versorgt wird.

## Freizeit
Am See gibt es mehrere Bademöglichkeiten (Strände in Granouillac und Le Mayrac). Auch Wassersport kann ausgeübt werden. Rund um den See führt ein zehn Kilometer langer Rad- und Wanderweg.